# Braches
Braches é uma comuna francesa na região administrativa de Altos da França, no departamento de Somme. Estende-se por uma área de 7,21 km². Em 2010 a comuna tinha 250 habitantes (densidade: 34,7 hab./km²).